# آرتورو میچلنا
آرتورو میچِلِنا (به اسپانیایی: Arturo Michelena) نقاش برجستهٔ اهل ونزوئلا در سده ۱۹ میلادی بود.

## نگارخانه

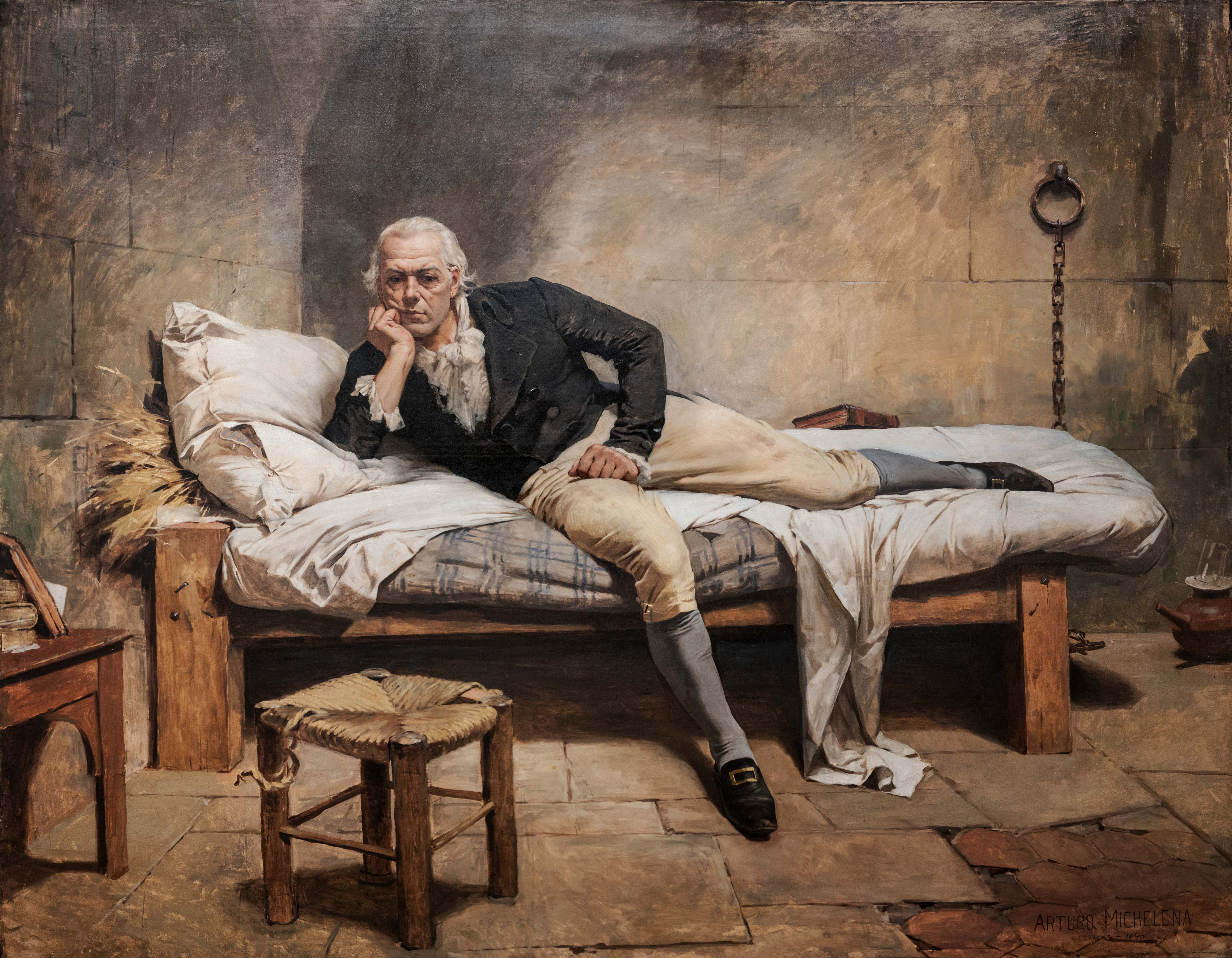
فرانسیسکو دِ میراندا در زندان ۱۸۹۶ م. نگارخانه ملی هنر کاراکاس
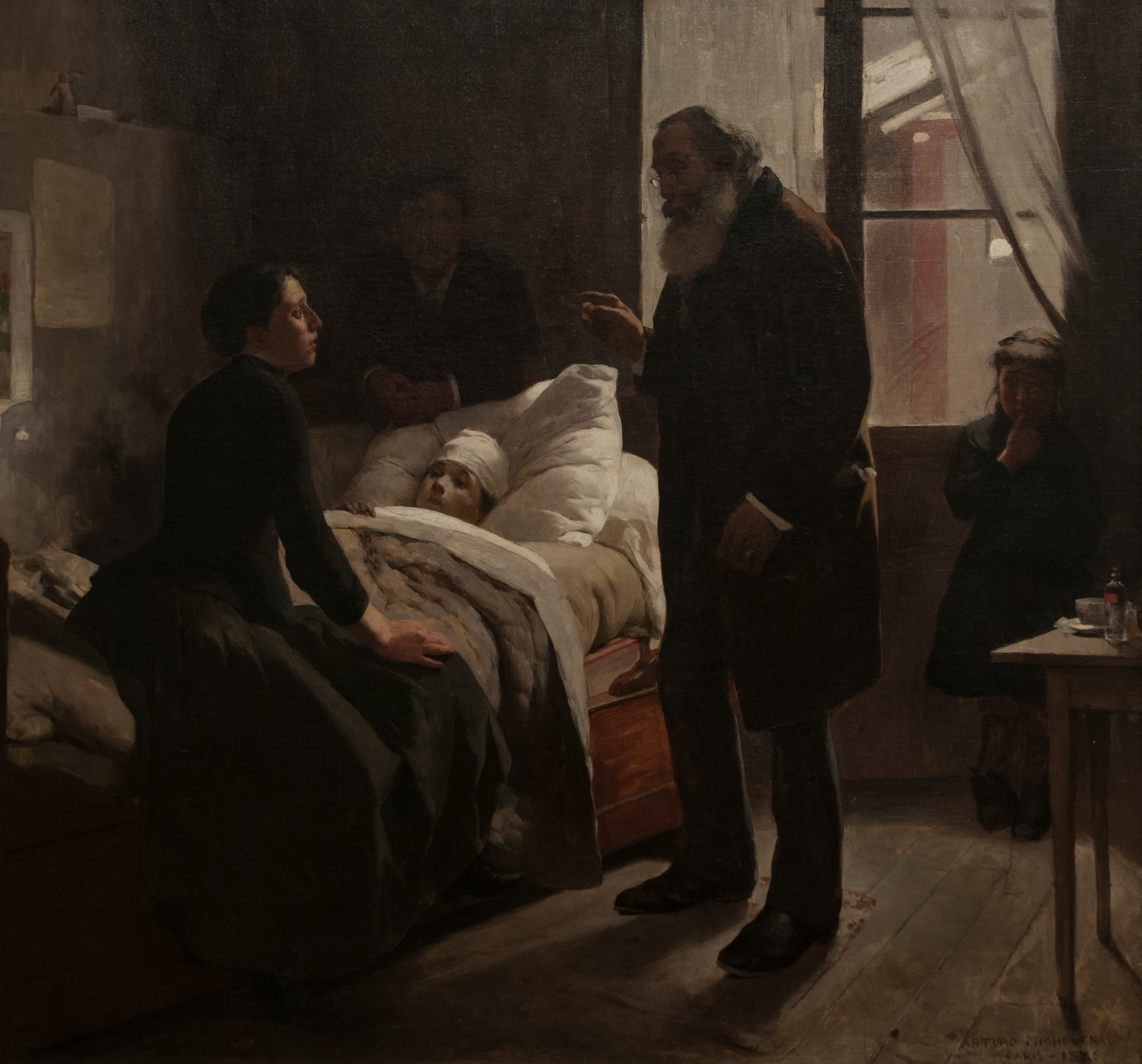
ایل نینو انفیرمو، ۱۸۸۶
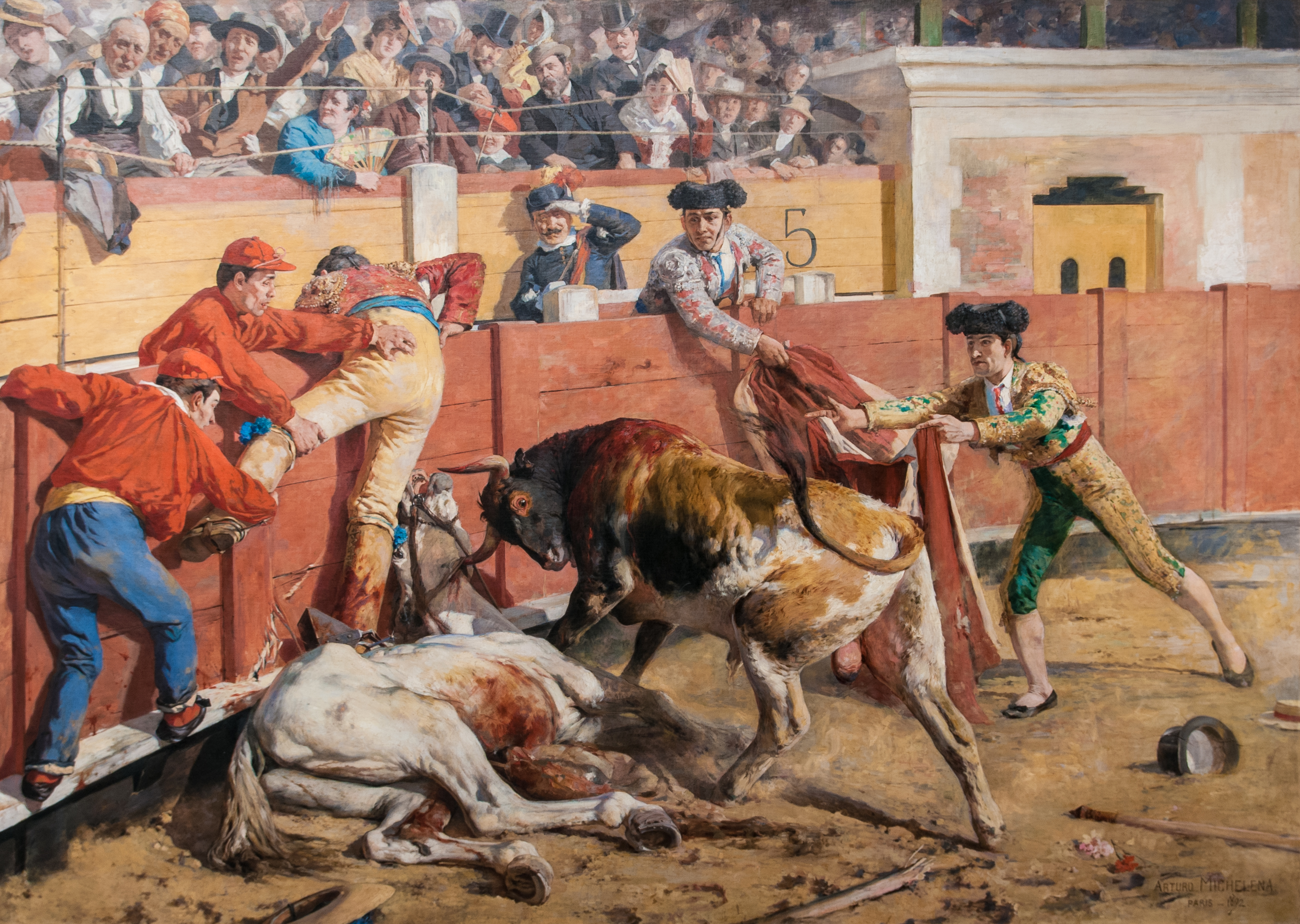
لا وارا روتا، ۱۸۹۲
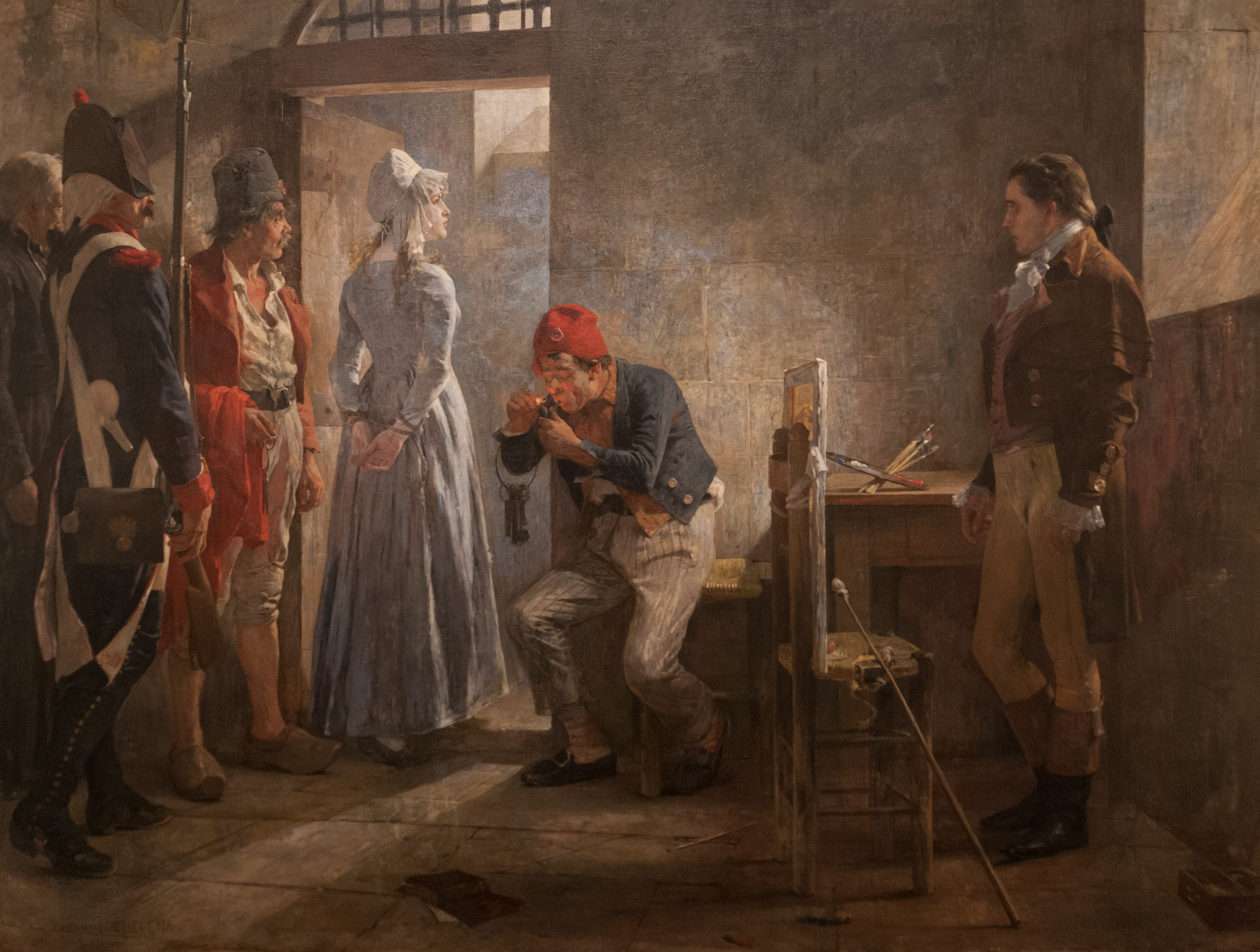
آخرین دقایق شارلوت کوردی ۱۸۸۹ م. نگارخانه ملی هنر کاراکاس
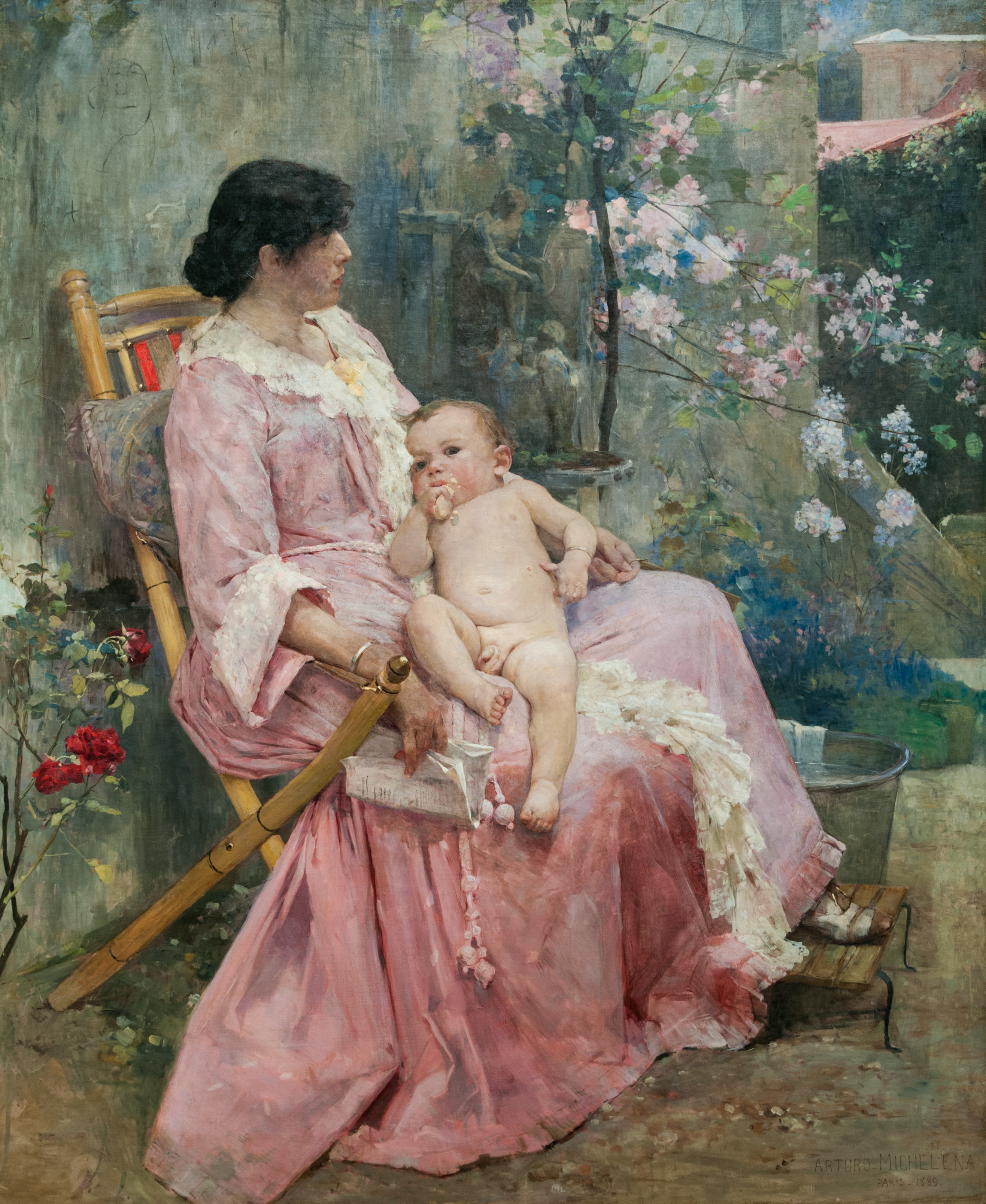
لا خون مادره، ۱۸۸۹
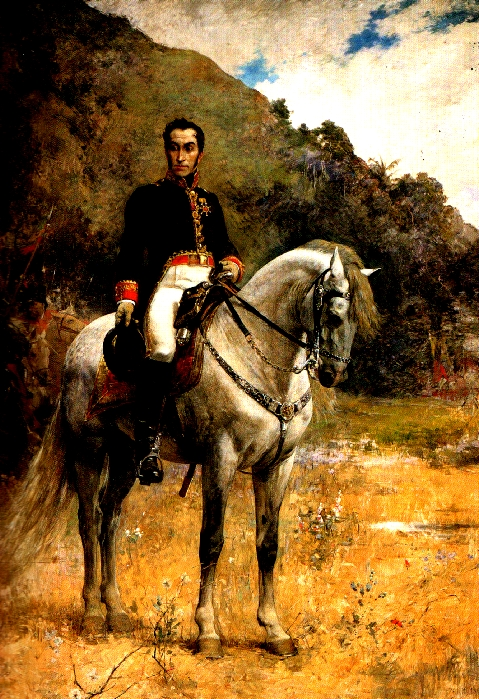
رتراتو اکوستر د بولیوار، ۱۸۸۸
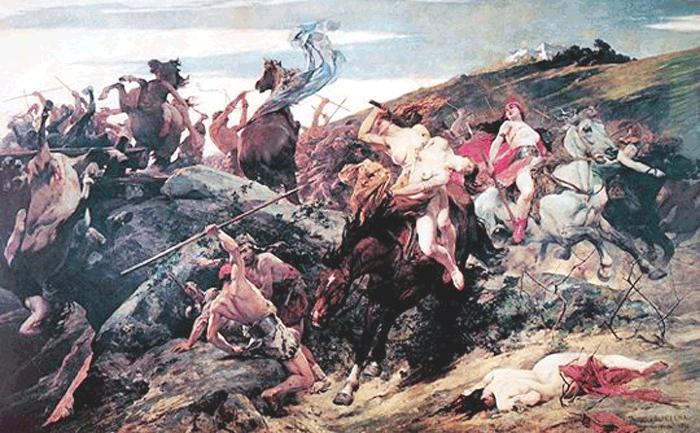
Pentesilea, 1891
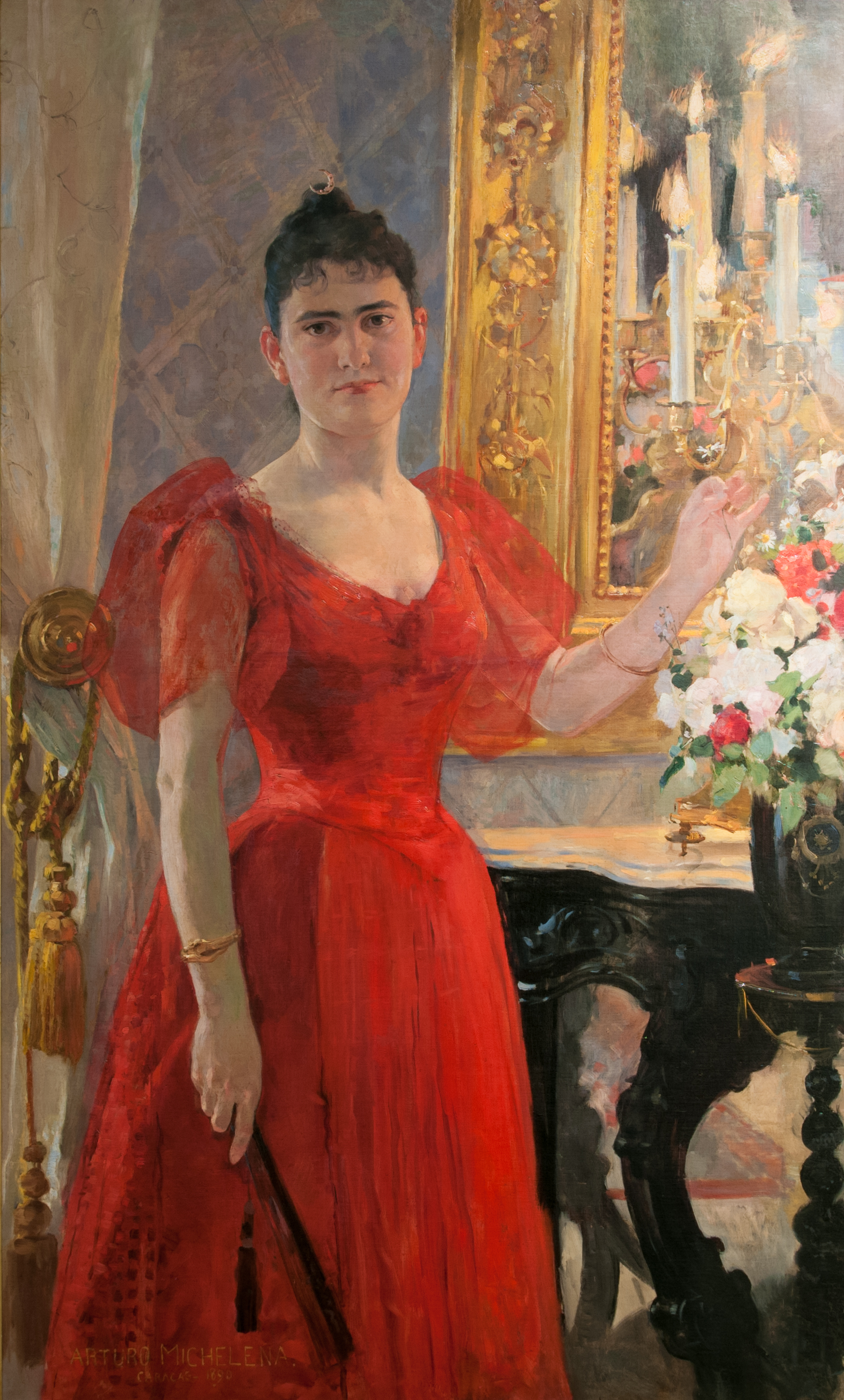
Lastenia Tello de Michelena, 1890
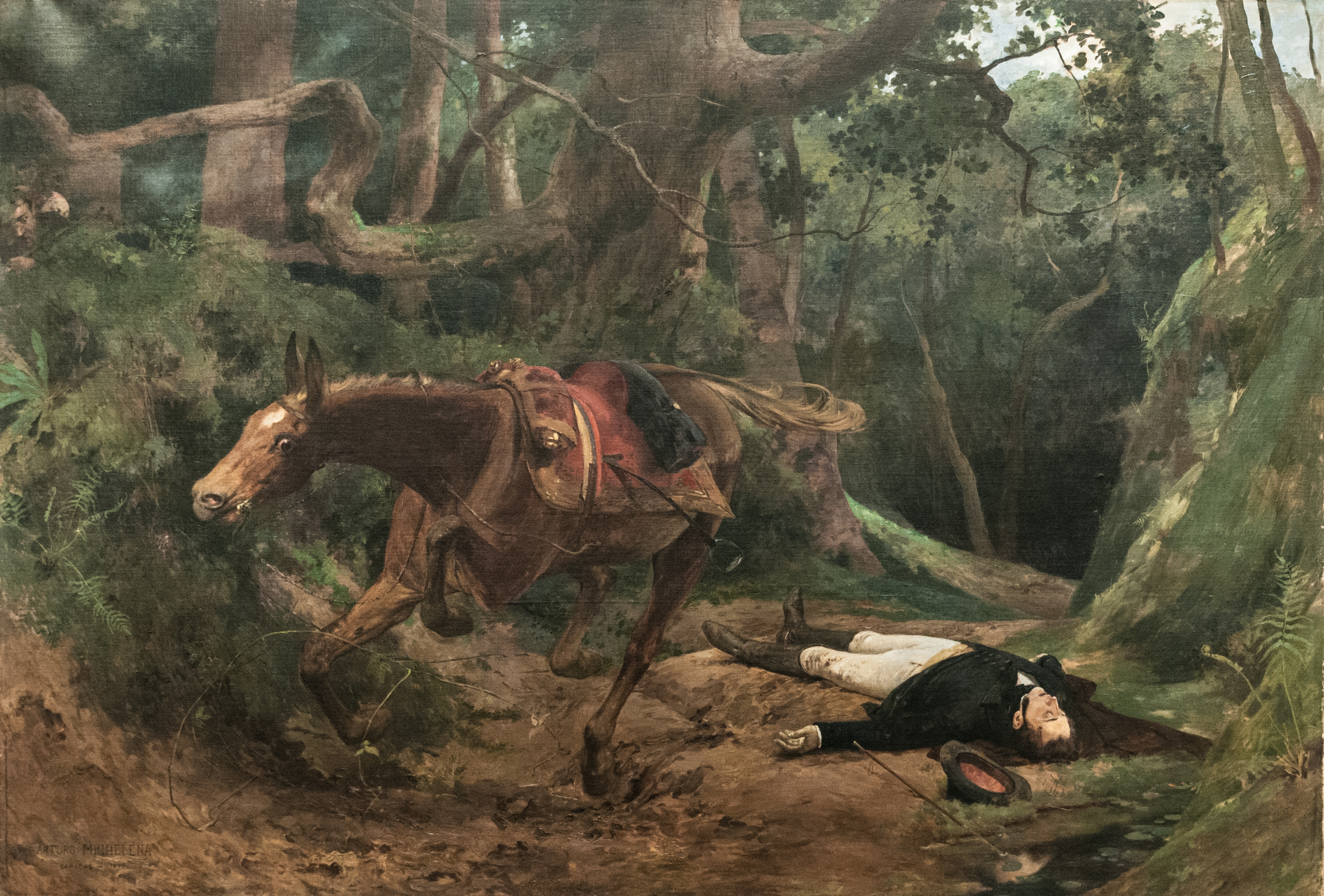
La Muerte de Sucre en Berruecos, 1895
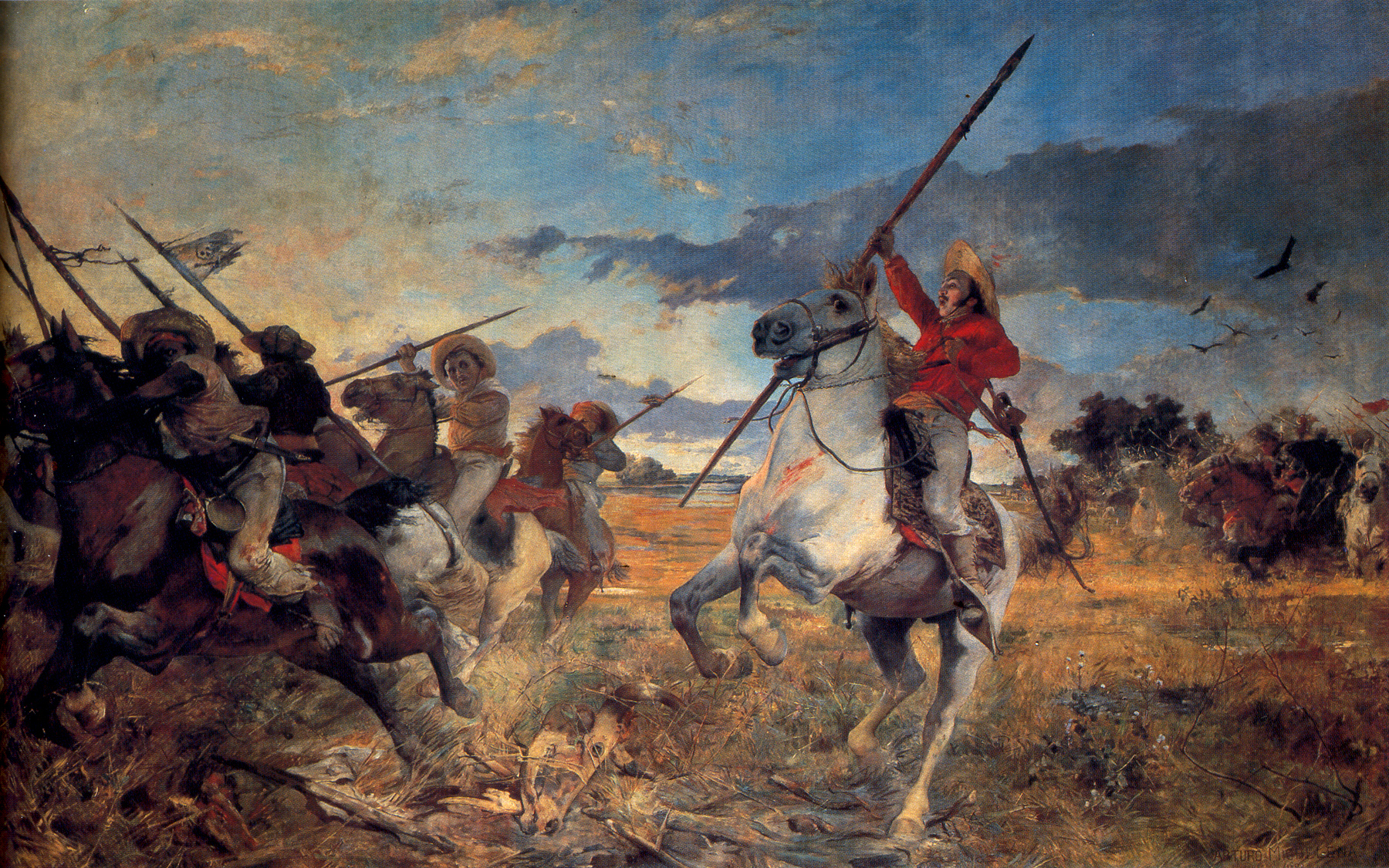
وولوا کاراس